# All This, and Heaven Too
 All This, and Heaven Too és una pel·lícula dels Estats Units d'Anatole Litvak estrenada el 1940.

## Argument[1]
París, 1840. Quan la virtuosa institutriu Henriette Deluzy arriba per educar els fills de l'elegant Duc de Praslin, subdit reial del Rei Louis-Philippe i marit de la volàtil i obsesiva duquessa de Praslin, instantàniament rep la ira d'ella, que està bojament gelosa de qualsevol que hi ha a prop del seu marit. Encara que salva de la mort el fill petit del duc i té cura de tots els fills, és no obstant això acomiadada per la venjativa duquessa. Mentrestant, l'atracció entre el duc i Henriette continua augmentant, duent finalment a una tragèdia. Quan la dona d'ell apareix morta, ambdós es converteixen en els principals sospitosos.

## Repartiment

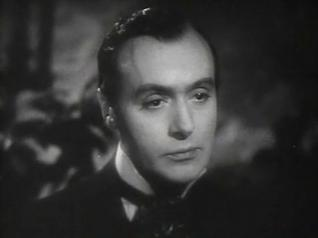
Charles Boyer

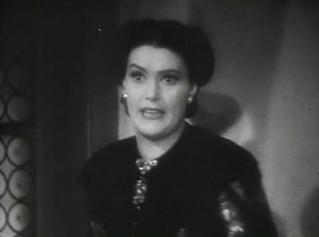
Barbara O'Neil

- Bette Davis: Henriette Deluzy-Desportes
- Charles Boyer: El duc de Praslin
- Jeffrey Lynn: Henry Martyn Field
- Barbara O'Neil: Duquessa de Praslin
- Virginia Weidler: Louise
- Helen Westley: sra. Lemaire
- Walter Hampden: Pasquier
- Henry Daniell: Broussais
- Harry Davenport: Pierre
- George Coulouris: Charpentier
- Montagu Love: El mariscal Sebastiani
- Ian Keith: de Langle
- Ann E. Todd: Berthe
- Victor Kilian: Gendarme
- Fritz Leiber: l'abat Gallard
- Mary Anderson: Rebecca Jay
- Janet Beecher: Srta. Haines

I, entre els actors que no surten als crèdits :
- Glen Cavender: Jean
- Vera Lewis: reina Amèlia de França

## Premis i nominacions

### Nominacions
- 1941: Oscar a la millor pel·lícula
- 1941: Oscar a la millor actriu secundària per Barbara O'Neil
- 1941: Oscar a la millor fotografia per Ernest Haller